# Narathura andamanica
Narathura andamanica är en fjärilsart som beskrevs av Wood-mason och De Nicéville 1881. Narathura andamanica ingår i släktet Narathura och familjen juvelvingar. Inga underarter finns listade i Catalogue of Life.